# ریوو راکوتوواو
 ریوو راکوتوواو (متولد ۱۹۶۰ مه ۱۲) یک مالاگاسی است سیاستمداری که به عنوان خدمت رئیس‌جمهور سرپرست ماداگاسکار ۲۰۱۸–۲۰۱۹. راکوتوائو همچنین به عنوان رئیس مجلس سنا ماداگاسکار فعالیت می‌کند.

## رئیس‌جمهور ماداگاسکار
در تاریخ ۷ سپتامبر ۲۰۱۸، رئیس‌جمهور هری رجائوناریمامپینینا استعفای خود را از ریاست جمهوری ارسال کرد، اقدامی که طبق قانون لازم است برای شرکت در انتخابات ریاست جمهوری آینده. در نتیجه، ریوتووائو، رئیس‌جمهور سنا، نقش رئیس‌جمهور را به عهده گرفت، موضع‌گیری ای که وی تا زمان افتتاح آندری راژئولینا رئیس‌جمهور منتخب آن زمان داشت. در تاریخ ۹ سپتامبر، آنتونیو گوترس، دبیرکل سازمان ملل متحد، مجدداً حمایت خود از ریوتووا را تأیید کرد.